# Tiếng Khách Gia
Tiếng Khách Gia hay tiếng Hẹ, (chữ Hán giản thể: 客家话, chữ Hán phồn thể: 客家話, âm tiếng Hakka: Hak-ka-fa/-va, bính âm: Kèjiāhuà, âm Hán-Việt: Khách Gia thoại) là ngôn ngữ giao tiếp của tộc người Khách Gia sống chủ yếu ở vùng Đông Nam Trung Quốc và hậu duệ của họ sống rải rác khắp khu vực Đông Á và Đông Nam Á, cũng như trên toàn thế giới.
Ngôn ngữ Khách Gia có nhiều thổ âm sử dụng ở các tỉnh Quảng Đông, Phúc Kiến, Giang Tây, Tứ Xuyên, Hồ Nam, Quý Châu và các đảo Hải Nam và Đài Loan. Tiếng Khách Gia và hầu hết các tiếng (phương ngữ) khác cùng thuộc Hán ngữ như tiếng Quan thoại, tiếng Quảng Đông, tiếng Mân không thể hiểu lẫn nhau.
Trong số các thổ âm của tiếng Khách Gia thì thổ âm Moi-yen/Moi-yan (梅縣, âm tiếng Hán phổ thông: Méixìan, âm Hán-Việt: Mai huyện) ở vùng Mai huyện, đông bắc tỉnh Quảng Đông, thường được coi là dạng chuẩn của tiếng Khách Gia.
Sở Giáo dục tỉnh Quảng Đông năm 1960 đã tạo ra hệ chữ viết Latinh chính thức cho phương ngữ này, một trong 4 thứ tiếng đạt được quy chế này ở Quảng Đông.

## Tên gọi
Tên gọi Khách Gia có nghĩa là "những người khách" (từ nơi khác đến). Bản thân người Khách Gia gọi ngôn ngữ của chính họ là Hak-ka-fa (-va) 客家語 (Khách Gia ngữ), Hak-fa (-va) (Khách ngữ), 客語, Tu-gong-dung-fa (-va) 土廣東話 (Thổ Quảng Đông thoại).